# Psittacanthus oblongifolius
Psittacanthus oblongifolius är en tvåhjärtbladig växtart som först beskrevs av Henry Hurd Rusby, och fick sitt nu gällande namn av J. Kuijt. Psittacanthus oblongifolius ingår i släktet Psittacanthus och familjen Loranthaceae. Inga underarter finns listade i Catalogue of Life.